# Canaceoides panamensis
Canaceoides panamensis är en tvåvingeart som först beskrevs av Charles Howard Curran 1934.  Canaceoides panamensis ingår i släktet Canaceoides och familjen Canacidae.
Artens utbredningsområde är Panama. Inga underarter finns listade i Catalogue of Life.